# Harald Welzer
Harald Welzer (Bissendorf, 27 juli 1958) is een Duitse socioloog, sociaal psycholoog en schrijver.

## Jeugd en opleiding
Welzer werd geboren in een arbeidersgezin in Bissendorf bij Hannover. Zijn vader was op 16-jarige leeftijd als onbegeleide vluchteling uit het huidige Polen naar Duitsland gekomen; ook zijn moeder had een moeilijke sociale achtergrond. Welzer ging vanaf 1969 naar het gymnasium, dat hij in 1978 beëindigde. Daarop studeerde hij sociologie, Duits en politieke wetenschappen aan de Leibniz-Universiteit Hannover. Hij promoveerde er in 1988 bij professor Ernst Theodor Mohl, met een sociologische studie over afgestudeerden op de arbeidsmarkt.

## Loopbaan
Na zijn afstuderen ging Welzer bij de universiteit van Hannover aan de slag, eerst als assistent en nadien als docent. Hij leidde verschillende onderzoeksprojecten, en is medeoprichter en directeur van de non-profit Futurzwei. Stiftung Zukunftsfähigkeit, die tot doel heeft alternatieve levensstijlen en economische concepten onder de aandacht te brengen. Van 2012 tot 2022 was hij directeur van het Norbert Elias Center for Transformation Design & Research aan de Europese Universiteit van Flensburg, waar hij in 2022 emeritus-hoogleraar werd. Welzer is tevens gastdocent aan de Emory-universiteit in Atlanta en aan de Universiteit van Sankt Gallen, en lid van talrijke wetenschappelijke adviesraden en academies.
De speerpunten van zijn onderzoek en onderwijs zijn geheugen, groepsgeweld en sociocultureel klimaatonderzoek.
Harald Welzer heeft tientallen publicaties op eigen naam, of als medeauteur. Sommige van zijn boeken werden ook in het Nederlands uitgegeven:
- De Klimaatoorlogen. Waarom in de 21ste eeuw gevochten wordt (2009) (ISBN 9789026321849)
- met Sonke Neitzel: Soldaten. Over vechten, doden en sterven (2012) (ISBN 9789026324567)
- Paradigma - Zelf denken. Een leidraad tot verzet (2014) (ISBN 9789062245406).